# Veleposlaništvo Republike Slovenije v Argentini
Veleposlaništvo Republike Slovenije v Argentini (uradni naziv Veleposlaništvo Republike Slovenije Buenos Aires, Argentina) je diplomatsko-konzularno predstavništvo (veleposlaništvo) Republike Slovenije s sedežem v Buenos Airesu (Argentina). Poleg te države to veleposlaništvo pokriva še naslednje države: Brazilija, Čile in Urugvaj. Od leta 2025 veleposlaništvo deluje na novi lokaciji, v poslovni stolpnici na ulici Esmeralda 910. Prej je delovalo v stavbi na ulici Arroyo 880.
Trenutna veleposlanica je Tina Vodnik.

## Veleposlaniki
- Tina Vodnik (2025-danes)
- Alain Brian Bergant (2019-2025)
- Jadranka Šturm Kocjan (2015-2019)[2]
- Tomaž Mencin (2011-2015)[3]
- Avguštin Vivod (2006-2010)
- Bojan Grobovšek (2001-2005)
- Janez Žgajnar (1996-2000)